# Флаг Новотроицка
Флаг Новотро́ицка — официальный символ муниципального образования город Новотроицк Оренбургской области Российской Федерации.
Ныне действующий флаг утверждён 24 декабря 2002 года и внесён в Государственный геральдический регистр Российской Федерации с присвоением регистрационного номера 1196.
Флаг составлен на основании герба Новотроицка, по правилам и соответствующим традициям вексиллологии, и отражает исторические, культурные, социально-экономические, национальные и иные местные традиции.

## Описание
Первый флаг города Новотроицка был утверждён 22 октября 2002 года решением городского Совета депутатов № 124, описание флага гласило:

«Прямоугольное полотнище красного цвета, на которое последовательно наложены меньшие по размеру синий и белый прямоугольники. Красный цвет символизирует силу и энергию, синий — веру, верность и правду, белый — мир, свободу и величие. В верхнем левом углу флага изображён герб города».

24 декабря 2002 года, решением городского Совета депутатов № 184, по рекомендации Геральдического совета, в рисунок и описание флага были внесены изменения:

Прямоугольное полотнище с соотношением сторон 2:3, несущее выше центра белое изображение литейного ковша, а вдоль нижнего края на расстоянии от него — синюю обрамлённую белым цветом полосу, под ковшом волнообразно выгнутую вниз.

## Обоснование символики
Ковш олицетворяет собой производство металла, а Новотроицк и есть город металлургов.
Синяя изогнутая полоса символизирует реку Урал, на которой расположен город.